# N’Dambi

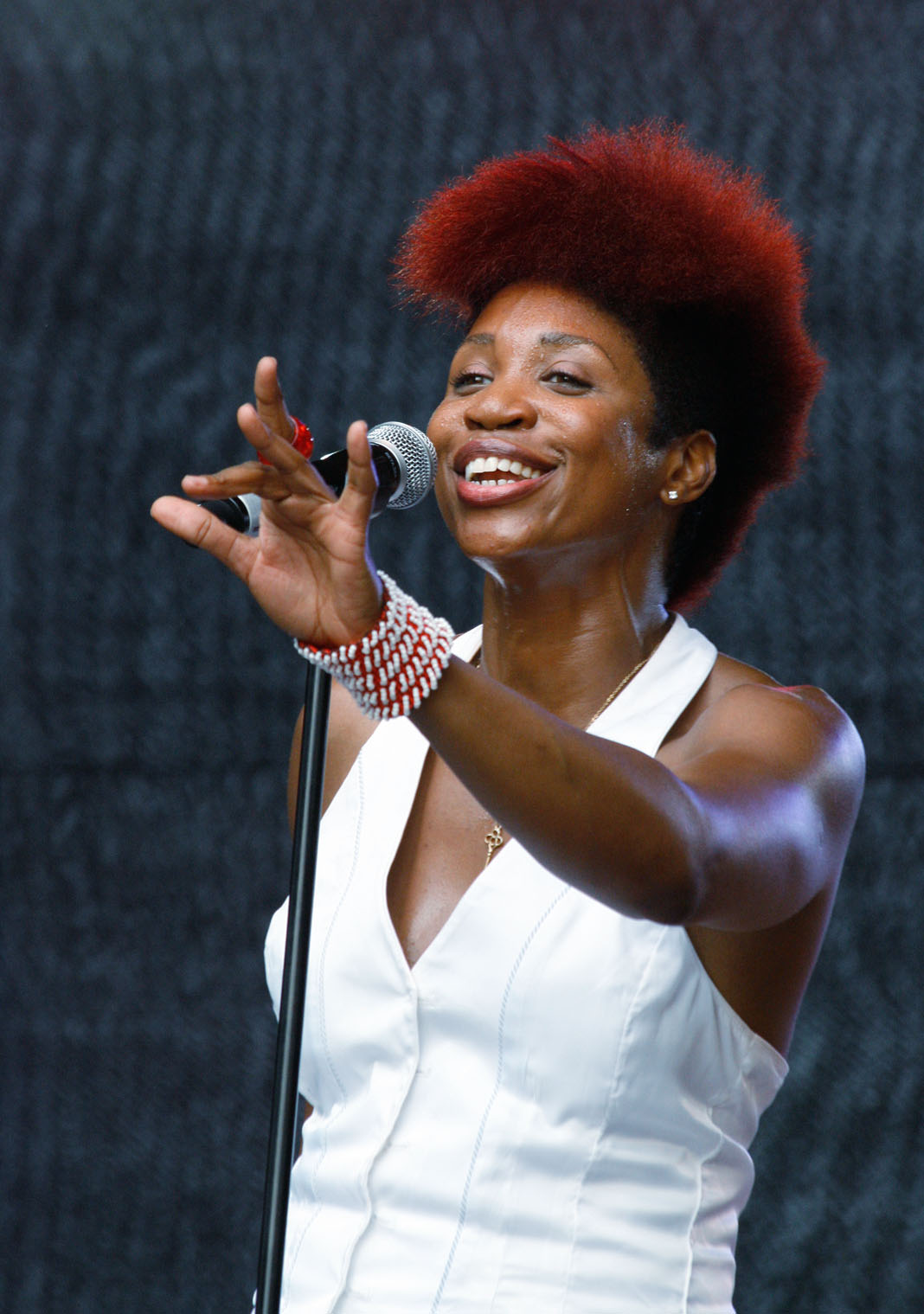
N'Dambi (Wien 2010)

N’Dambi (Chonita Gilbert, * 16. Juni 1969 in Dallas als Chonita N. Gillespie) ist eine US-amerikanische Neo-Soul- und Contemporary-R&B-Sängerin.

## Leben
Tochter eines Pfarrers und einer Missionarin, hat Gilbert schon im frühen Alter in der örtlichen Kirche Gospel gesungen. Im Alter von achtzehn Jahren heiratete sie. Danach studierte Chonita Englisch an der Southern Methodist Universität. Nachdem sie mehrere Kurzgeschichten geschrieben hatte, widmete sie sich ab 1995 der Musik. Sie arbeitete zusammen mit ihrer Freundin Erykah Badu und wählte den Künstlernamen N'Dambi, einen Namen den, wie sie selbst dazu erklärt, ihr Patenbruder ihr gegeben hat und der „die Allerschönste“ bedeutet. Sie sang im Hintergrund auf den Badu-Alben Baduizm und Live. 1999, 2001 und 2005 gab sie selbst drei Jazz-Funk/R&B-Alben heraus: Little Lost Girls Blues, Tunin Up & Cosignin und A Weird Kinda Wonderful. 2009 erschien auf dem wieder neu gegründeten Plattenlabel Stax ihr bislang letztes Album Pink Elephant.

## Diskografie
- Little Lost Girls Blues (1999)
- Tunin Up & Cosignin (2001)
- A Weird Kinda Wonderful (2005)
- Pink Elephant (2009)